# Peter Crouch
Peter James Crouch (Macclesfield, 30 januari 1981) is een Engels voormalig voetballer die doorgaans speelde als centrumspits. Hij was actief van 1998 tot en met 2019. Crouch was van 2005 tot en met 2010 international in het Engels voetbalelftal, waarvoor hij 42 interlands speelde en 22 keer scoorde.

## Clubcarrière
Crouch won in het seizoen 2005/06 met Liverpool de FA Cup. Een jaar later speelde hij als invaller in de finale van de UEFA Champions League 2006/07, maar AC Milan won die wedstrijd met 2-1. Crouch tekende in juli 2009 een vijfjarig contract bij Tottenham Hotspur, waar hij elf jaar daarvoor ook zijn eerste profcontract kreeg.. Met Tottenham Hotspur kwalificeerde hij zich in het seizoen 2009/10 voor het eerst in de clubhistorie voor de voorrondes van de UEFA Champions League. Door een doeltreffende kopbal van Crouch won zijn ploeg in de 36e competitieronde met 0-1 van Manchester City FC, waardoor Tottenham Hotspur definitief vierde werd op de ranglijst van de Premier League.
Crouch tekende in augustus 2011 een vierjarig contract bij Stoke City, dat £10.000.000,- voor hem overmaakte aan Tottenham Hotspur en akkoord ging met mogelijke bonussen ter waarde van nog £2.000.000,- op een later tijdstip. Dat was op dat moment het hoogste bedrag dat Stoke ooit betaalde voor een speler. Op 31 januari 2019 ging hij naar Burnley.

## Clubstatistieken
| Seizoen | Club                | Competitie     | Duels | Goals |
| ------- | ------------------- | -------------- | ----- | ----- |
| 1998/99 | Tottenham Hotspur   | Premier League | 0     | 0     |
| 1999/00 | Tottenham Hotspur   | Premier League | 0     | 0     |
| 2000/01 | Queens Park Rangers | First Division | 42    | 10    |
| 2001/02 | Portsmouth          | First Division | 37    | 18    |
| 2001/02 | Aston Villa         | Premier League | 7     | 2     |
| 2002/03 | Aston Villa         | Premier League | 13    | 0     |
| 2003/04 | → Norwich City      | First Division | 15    | 4     |
| 2003/04 | Aston Villa         | Premier League | 15    | 4     |
| 2004/05 | Southampton         | Premier League | 26    | 12    |
| 2005/06 | Liverpool           | Premier League | 32    | 8     |
| 2006/07 | Liverpool           | Premier League | 32    | 9     |
| 2007/08 | Liverpool           | Premier League | 21    | 5     |
| 2008/09 | Portsmouth          | Premier League | 38    | 10    |
| 2009/10 | Tottenham Hotspur   | Premier League | 38    | 8     |
| 2010/11 | Tottenham Hotspur   | Premier League | 34    | 4     |
| 2011/12 | Tottenham Hotspur   | Premier League | 1     | 0     |
| 2011/12 | Stoke City          | Premier League | 32    | 10    |
| 2012/13 | Stoke City          | Premier League | 34    | 7     |
| 2013/14 | Stoke City          | Premier League | 34    | 7     |
| 2014/15 | Stoke City          | Premier League | 33    | 8     |
| 2015/16 | Stoke City          | Premier League | 11    | 0     |
| 2016/17 | Stoke City          | Premier League | 27    | 7     |
| 2017/18 | Stoke City          | Premier League | 27    | 4     |
| 2018/19 | Stoke City          | First Division | 23    | 1     |
| 2018/19 | → Burnley           | Premier League | 6     | 0     |

## Interlandcarrière
Crouch speelde zijn eerste interland op 31 mei 2005, tegen Colombia. Hij werd in dat duel na 72 minuten vervangen door Jermain Defoe. Een jaar later nam bondscoach Sven-Göran Eriksson hem op in zijn selectie voor het WK 2006. Daarop speelde hij vier wedstrijden, waarvan drie van begin tot eind en een vanaf de vierde minuut als wissel voor Michael Owen. Hij maakte in het groepsduel tegen Trinidad en Tobago de openingsgoal (uitslag 2-0). Bondscoach Fabio Capello nam Crouch vier jaar later ook mee naar het WK 2010. Daar viel hij in het eerste groepsduel tegen de Verenigde Staten (1-1) in de 79e minuut in voor Emile Heskey en in het tweede tegen Algerije (0-0) in de 84e minuut voor Gareth Barry. Zijn laatste interland speelde hij op 17 november 2010 onder Fabio Capello. Ondanks een doelpunt van Crouch verloren de Engelsen de oefenwedstrijd op Wembley met 1-2 van Frankrijk.

## Erelijst
| Competitie              |              |              |              |              |
| Competitie              | Aantal       | Jaren        |              |              |
| Norwich City            | Norwich City | Norwich City | Norwich City | Norwich City |
| ----------------------- | ------------ | ------------ | ------------ | ------------ |
| Kampioen First Division | 1x           | 2003/04      |              |              |
| Liverpool               |              |              |              |              |
| FA Cup                  | 1x           | 2005/06      |              |              |
| FA Community Shield     | 1x           | 2006         |              |              |